# Ják
Ják es un pueblo ubicado en el distrito de Szombathely, condado de Vas, Hungría.

## Superficie
Posee una superficie de 44,95 kilómetros cuadrados.

## Demografía
Hasta 2022 la población era de 2559 habitantes, con una densidad de población de 56,93 habitantes por kilómetro cuadrado.